# Pochwała macochy
Pochwała macochy (hiszp. Elogio de la madrastra) – powieść współczesnego peruwiańskiego pisarza Mario Vargasa Llosy. Została wydana w roku 1988. W Polsce pierwsze wydanie ukazało się w roku 1993 w przekładzie Carlosa Marrodána Casasa.
Historia drugiego małżeństwa Don Rigoberto, wielbiciela malarstwa erotycznego i zwolennika pedantycznych praktyk higienicznych, z doną Lukrecją. Don Rigoberto ma syna z pierwszego małżeństwa. Dona Lukrecja stara się nie być złą macochą i zaskarbić sobie sympatię chłopca.